# Pasirpanjang (Ciracap)
Pasirpanjang is een bestuurslaag in het regentschap Sukabumi van de provincie West-Java, Indonesië. Pasirpanjang telt 5468 inwoners (volkstelling 2010).